# スカーレット・ピンパーネル (宝塚歌劇)
『スカーレット・ピンパーネル』は、宝塚歌劇団のミュージカル作品。同名ブロードウェイ・ミュージカルの宝塚版で、原作はバロネス・オルツィの小説『紅はこべ』（原題：The Scarlet Pimpernel）。

## 概要
フランク・ワイルドホーン作曲のブロードウェイミュージカルを元に、小池修一郎が潤色・演出を担当して上演された。
オリジナルのブロードウェイ版『スカーレット・ピンパーネル』がフランス革命を否定的に表現したコメディ作品であったため、小池は劇団の代表作となっている『ベルサイユのばら』の存在も考慮し、宝塚版に多分にシリアス風味を加えて潤色している。
更に、ワイルドホーン作曲による新たなテーマソング「ひとかけらの勇気」を追加し、原作からルイ17世（ルイ・シャルル）救出エピソードを復活させ、ストーリー上の重要な要素とするなど、宝塚版ならではの脚色・聞かせどころも盛り込まれた。
尚、小池は1979年の花組公演で、本作と同じ原作による『紅はこべ』の演出助手を務めた経験があった。
2008年、第16回読売演劇大賞優秀作品賞、第34回菊田一夫演劇大賞を受賞。

## 上演記録
2008年 星組（宝塚での初演）
- 2008年6月20日から8月4日（新人公演：7月8日）に宝塚大劇場、同年8月22日から10月5日（新人公演：9月2日）に東京宝塚劇場にて上演された。
- 形式名は「三井住友VISAカードミュージカル」。2幕。
- 安蘭けい・遠野あすかの大劇場公演3作品目となる。
- 潤色・演出は小池修一郎が担当。以降の宝塚版も担当している。
- 劇中歌「ひとかけらの勇気」は、作曲担当のフランク・ワイルドホーンが、宝塚歌劇での初演にあたり書き下ろしており、宝塚歌劇専門CS・SKY STAGEの番組「NOW ON STAGE」の座談会にて、安蘭の歌声を聞いて、安蘭のために書き下ろした楽曲だとエピソードが披露されている。

2010年 月組
- 2010年4月16日から5月17日（新人公演：5月5日）に宝塚大劇場、同年6月4日から7月4日（新人公演：6月17日）まで東京宝塚劇場にて上演された。
- 形式名は「ミュージカル」。2幕31場。
- 霧矢大夢・蒼乃夕妃のトップコンビの大劇場お披露目公演となる。
- タカラヅカ レビューシネマの第3弾として、2010年10月に先行上映、2011年1月から全国で上映。
- 映画版の配役は、ショーヴラン役が明日海りお、アルマン役が龍真咲。

|                                                                                               | ショーヴラン | アルマン・サンジュスト |
| --------------------------------------------------------------------------------------------- | ------------ | ---------------------- |
| 4月16日-4月23日（宝塚） 5月2日-5月10日（宝塚） 6月4日-6月11日（東京） 6月19日-6月25日（東京） | 龍真咲       | 明日海りお             |
| 4月24日-5月1日（宝塚） 5月11日-5月17日（宝塚） 6月12日-6月18日（東京） 6月26日-7月4日（東京） | 明日海りお   | 龍真咲                 |

2017年 星組
- 2017年3月10日（金）から4月17日（月）（新人公演：3月28日（火）18:00開演）まで宝塚大劇場、同年5月5日（金）から6月11日（日）（新人公演：5月18日（木）18:30開演）まで東京宝塚劇場にて上演。
- 形式名は「ミュージカル」。
- 紅ゆずる・綺咲愛里のトップコンビ大劇場お披露目公演となる。

## スタッフ

### 2008年（スタッフ）
宝塚大劇場公演のデータ
- 脚本：ナン・ナイトン
- 作曲：フランク・ワイルドホーン
- 潤色・演出：小池修一郎
- 音楽監督・編曲：太田健
- 編曲：鞍富真一
- 音楽指揮：佐々田愛一郎
- 振付：御織ゆみ乃、若央りさ、桜木涼介
- 殺陣：栗原直樹
- 装置：大橋泰弘
- 衣装：有村淳
- 照明：笠原俊幸
- 音響：大坪正仁
- 小道具：伊集院撤也、市川ふみ
- スペシャルマスクデザイン：馮啓孝
- 歌唱指導：楊淑美
- 演出助手：児玉明子、小柳奈穂子、生田大和
- 舞台進行：香取克英、片岡麻理恵
- 制作：渡辺裕
- 特別協賛：VJAグループ

### 2010年（スタッフ）
宝塚大劇場公演のデータ
- 脚本：ナン・ナイトン[8]
- 作曲：フランク・ワイルドホーン[8]
- 潤色・演出：小池修一郎[3]
- 音楽監督・編曲：太田健[9]
- 編曲：鞍富真一[9]
- 音楽指揮：佐々田愛一郎[9]
- 振付[9]：御織ゆみ乃、若央りさ、桜木涼介
- 殺陣：栗原直樹[9]
- 装置：大橋泰弘[9]
- 衣装：有村淳[9]
- 照明：笠原俊幸[8]
- 音響：大坪正仁[8]
- 小道具：伊集院撤也[8]
- スペシャルマスクデザイン：馮啓孝[8]
- 口上指導：立ともみ[8]
- 歌唱指導[8]：楊淑美、高橋恵
- 演出助手[8]：生田大和、上田久美子、野口幸作
- 舞台進行[8]：香取克英（第一部）、片岡麻理恵（第二部）
- 制作：岡田隆之[8]

### 2017年（スタッフ）
宝塚大劇場公演のデータ
- 脚本：ナン・ナイトン
- 作曲：フランク・ワイルドホーン
- 潤色・演出：小池修一郎
- 音楽監督・編曲：太田健
- 編曲：鞍富真一
- 指揮：塩田明弘
- 振付：御織ゆみ乃、若央りさ、桜木涼介
- 擬闘：栗原直樹
- 装置：大橋泰弘
- 衣装：有村淳
- 照明：笠原俊幸
- 音響：大坪正仁
- 小道具：松木久尚
- スペシャルマスクデザイン：馮啓孝
- 歌唱指導：飯田純子、山口正義
- 演出補：生田大和
- 演出助手：野口幸作
- 舞台進行：押川麻衣（第一部）、香取克英（第二部）
- 制作：西山晃浩

## 登場人物
※2017年・星組公演のデータ
- パーシヴァル・ブレイクニー - 英国貴族、通称パーシー
- マルグリット・サン・ジュスト - 元女優、パーシーの妻
- ショーヴラン - 『スカーレットピンパーネル』探索のスパイ

- アントニー・デュハースト、アンドリュー・フォークス - 『スカーレットピンパーネル』のメンバー
- マクシミリアン・ロベスピエール - フランス共和政府指導者
- アルマン・サン・ジュスト - マルグリットの弟
- プリンス・オブ・ウェールズ - 英国皇太子
- ドゥ・トゥルネー伯爵夫人 - シュザンヌの母
- ピポー軍曹 - フランス共和政府の軍人
- シモン - 靴屋、ロベスピエールの崇拝者
- イザベル - コメディ・フランセーズの歌手
- ケイト - アントニー・デュハーストの恋人
- ドゥ・トゥルネー伯爵 - フランス貴族
- アン - オジーの恋人
- ジェサップ - パーシーの執事
- メルシエ - ショーヴランの部下
- ルネ - パリからの亡命者
- シュザンヌ - アンドリュー・フォークスの恋人
- サン・シール侯爵 - パーシーの友人
- コメディ・フランセーズの座長
- オジー - パーシーの友人
- アンヌ - パリからの亡命者
- エルトン - パーシーの友人
- クーポー - ショーヴランの部下
- ジュリー - エルトンの恋人
- ジャンヌ - シモンの妻
- ファーレイ - パーシーの友人
- ペギー - ファーレイの恋人
- ハル - パーシーの友人
- マリー・グロショルツ - アルマンの恋人
- ベン - パーシーの友人
- サリー - ハルの恋人
- ポリー - ベンの恋人
- ルイ・シャルル - ルイ十六世の遺児

## 場面
※2008年・大劇場公演のプログラムを参照

### 第1幕
1場A　PARIS 1794
1場B　ひとかけらの勇気
2場A　コメディ・フランセーズ
2場B　コメディ・フランセーズ 舞台裏
3場　マダム・ギロチン
4場　ブレイクニー邸・結婚式
5場A　図書室前の廊下
5場B　図書室
6場　デイドリーム号甲板
7場　パリ街頭
8場　王太子ルイ・シャルル
9場　ブレイクニー邸・居間
10場　ブレイクニー邸・庭
11場　図書室
12場　マリーのアトリエ
13場　パーシー邸
14場　王宮の広間

### 第2幕
1場　王宮の広間
2場　王宮の廊下
3場　王宮の控え室
4場　パリ
5場　タンプル塔裏口
6場　マリーのアトリエ
7場A　ショーヴランの詰所
7場B　マリーのアトリエの前
8場　コメディ・フランセーズ
9場　コメディ・フランセーズの楽屋
10場　栄光の日々
11場　ミクロンの桟橋
12 - 17場　フィナーレ

## 出演者一覧

### 2008年（出演者）
※宝塚公式ページを参照
英真なおき・万里柚美・にしき愛・朝峰ひかり・安蘭けい
紫蘭ますみ・美稀千種・立樹遥・百花沙里・涼紫央
毬乃ゆい・涼乃かつき・星風エレナ・琴まりえ・祐穂さとる
遠野あすか・美城れん・柚希礼音・天霧真世・梅園紗千
和涼華・彩海早矢・花愛瑞穂・華美ゆうか・天緒圭花
初瀬有花・一輝慎・音花ゆり・鶴美舞夕・夢乃聖夏
純花まりい・南帆サリ・麻尋しゅん・水輝涼・妃咲せあら
花ののみ・華苑みゆう・八汐ゆう美・紅ゆずる・夢咲ねね
碧海りま・壱城あずさ・美弥るりか・茉莉邑薫・如月蓮
白妙なつ・蒼乃夕妃・南風里名・直樹じゅん・海隼人
汐月しゅう・朝都まお・花風みらい・天寿光希・稀鳥まりや
優香りこ・大輝真琴・音波みのり・千寿はる・真月咲
愛水せれ奈・真吹みのり・琴城まなか・美春あやか・妃白ゆあ
真風涼帆・紫月音寧・瀬稀ゆりと・輝咲玲央・本城くれは
白百合ひめ・若夏あやめ・水瀬千秋・夢妃杏瑠・夏樹れい
芹香斗亜・十碧れいや・空乃みゆ・夢城えれん・珠華ゆふ
凰姿有羽・彩歌しおん・漣レイラ・華雅りりか・毬愛まゆ
早乙女わかば・麻央侑希・翔馬樹音・飛河蘭・ひなたの花梨
宝塚公演では琴城まなかは全日程休演した。東京では出演。

### 2010年（出演者）
※宝塚公式ページを参照
越乃リュウ・霧矢大夢・花瀬みずか・一色瑠加・研ルイス
桐生園加・美鳳あや・青樹泉・天野ほたる・星条海斗
憧花ゆりの・妃鳳こころ・龍真咲・美夢ひまり・萌花ゆりあ
綾月せり・羽咲まな・光月るう・夏月都・彩央寿音
華央あみり・紗蘭えりか・鼓英夏・明日海りお・美翔かずき
沢希理寿・妃乃あんじ・蒼乃夕妃・響れおな・彩星りおん
宇月颯・琴音和葉・玲実くれあ・瑞羽奏都・海桐望
紫門ゆりや・白雪さち花・貴千碧・有瀬そう・咲希あかね
篁祐希・華那みかり・千海華蘭・舞乃ゆか・煌月爽矢
貴澄隼人・鳳月杏・真愛涼歌・風凛水花・愛那結梨
花陽みら・輝城みつる・真凜カンナ・星輝つばさ・紗那ゆずは
星那由貴・都月みあ・翔我つばき・凜華もえ・美宙果恋
愛風ゆめ・隼海惺・天翔りいら・珠城りょう・煌海ルイセ
香咲蘭・美泉儷・夢羽美友・紫乃加りあ・愛希れいか
晴音アキ・楓ゆき・輝月ゆうま・朝美絢・早桃さつき
美里夢乃・麗奈ゆう・優ひかる
東京のみ
夢奈瑠音・春海ゆう・咲妃みゆ・叶羽時・茜小夏
桜奈あい・蒼矢朋季・颯希有翔

### 2017年（出演者）
※宝塚公式ページを参照
万里柚美・美稀千種・紅ゆずる・壱城あずさ・七海ひろき
如月蓮・白妙なつ・天寿光希・音波みのり・大輝真琴
愛水せれ奈・輝咲玲央・瀬稀ゆりと・紫月音寧・夢妃杏瑠
夏樹れい・十碧れいや・空乃みゆ・麻央侑希・漣レイラ
礼真琴・ひろ香祐・紫りら・瀬央ゆりあ・音咲いつき
綺咲愛里・紫藤りゅう・白鳥ゆりや・拓斗れい・朝水りょう
桃堂純・華鳥礼良・彩葉玲央・綾凰華・有沙瞳
天華えま・澪乃桜季・夕渚りょう・天希ほまれ・湊璃飛
美丘安里・天路そら・小桜ほのか・遥斗勇帆・蒼舞咲歩
七星美妃・桜里まお・隼玲央・天乃きよら・天彩峰里
希沙薫・朱紫令真・二條華・極美慎・きらり杏
煌えりせ・蓮月りらん・碧海さりお・颯香凜・夕陽真輝
天翔さくら・彩園ひな・麻倉しずく・草薙稀月・星蘭ひとみ
天飛華音・咲城けい・都優奈・紅咲梨乃・奏碧タケル
水乃ゆり・澄華あまね・鳳真斗愛
英真なおき（専科所属）

## キャスト
|                               | 2008年星組 | 2008年星組 | 2010年月組        | 2010年月組 | 2017年星組 | 2017年星組                        |
| 本公演                        | 新人公演   | 本公演     | 新人公演          | 本公演     | 新人公演   |                                   |
| ----------------------------- | ---------- | ---------- | ----------------- | ---------- | ---------- | --------------------------------- |
| パーシヴァル・ ブレイクニー   | 安蘭けい   | 紅ゆずる   | 霧矢大夢          | 珠城りょう | 紅ゆずる   | 天華えま                          |
| マルグリット・ サン・ジュスト | 遠野あすか | 蒼乃夕妃   | 蒼乃夕妃          | 彩星りおん | 綺咲愛里   | 有沙瞳                            |
| ショーヴラン                  | 柚希礼音   | 麻尋しゅん | 龍真咲 明日海りお | 紫門ゆりや | 礼真琴     | 遥斗勇帆                          |
| アントニー・ デュハースト     | 立樹遥     | 美弥るりか | 青樹泉            | 鳳月杏     | 壱城あずさ | 桃堂純                            |
| アンドリュー・ フォークス     | 涼紫央     | 天寿光希   | 星条海斗          | 貴千碧     | 天寿光希   | 夕渚りょう                        |
| サンシール公爵                | 英真なおき | 水輝涼     | 研ルイス          | 輝月ゆうま | 夏樹れい   | 夕陽真輝                          |
| プリンス・オブ・ ウェールズ   | 英真なおき | 壱城あずさ | 桐生園加          | 響れおな   | 英真なおき | 颯香凜                            |
| ドゥ・ トゥルネー伯爵夫人     | 万里柚美   | 華苑みゆう | 花瀬みずか        | 玲実くれあ | 万里柚美   | 華鳥礼良                          |
| ロベスピエール                | にしき愛   | 碧海りま   | 越乃リュウ        | 宇月颯     | 七海ひろき | 綾凰華                            |
| ジャンヌ                      | 朝峰ひかり | 八汐ゆう美 | 美鳳あや          | 琴音和葉   | 音咲いつき | 澪乃桜季                          |
| ドゥ・ トゥルネー伯爵         | 紫蘭ますみ | 海隼人     | 一色瑠加          | 篁祐希     | 大輝真琴   | 天翔さくら                        |
| ピポー軍曹                    | 美稀千種   | 真月咲     | 綾月せり          | 輝城みつる | 美稀千種   | 天路そら（宝塚） 咲城けい（東京） |
| シュザンヌ                    | 琴まりえ   | 妃咲せあら | 彩星りおん        | 咲希あかね | 夢妃杏瑠   | 天彩峰里                          |
| メルシエ                      | 祐穂さとる | 大輝真琴   | 美翔かずき        | 瑞羽奏都   | 瀬稀ゆりと | 彩葉玲央                          |
| シモン                        | 美城れん   | 汐月しゅう | 華央あみり        | 有瀬そう   | 如月蓮     | 朱紫令真                          |
| アルマン・ サン・ジュスト     | 和涼華     | 真風涼帆   | 明日海りお 龍真咲 | 煌月爽矢   | 瀬央ゆりあ | 極美慎                            |
| オジー                        | 彩海早矢   | 如月蓮     | 光月るう          | 千海華蘭   | 十碧れいや | 湊璃飛                            |
| イザベル                      | 花愛瑞穂   | 夢咲ねね   | 沢希理寿          | 白雪さち花 | 白妙なつ   | 華鳥礼良                          |
| アン                          | 華美ゆうか | 花ののみ   | 美夢ひまり        | 舞乃ゆか   | 愛水せれ奈 | 七星美妃                          |
| ジェサップ                    | 天緒圭花   | 茉莉邑薫   | 彩央寿音          | 海桐望     | 輝咲玲央   | 隼玲央                            |
| ジュリー                      | 音花ゆり   | 白妙なつ   | 羽咲まな          | 真凜カンナ | 紫りら     | 桜里まお                          |
| クーポー                      | 鶴美舞夕   | 千寿はる   | 響れおな          | 貴澄隼人   | 漣レイラ   | 希沙薫                            |
| エルトン                      | 夢乃聖夏   | 直樹じゅん | 宇月颯            | 隼海惺     | 麻央侑希   | 天希ほまれ                        |
| ペギー                        | 純花まりい | 南風里名   | 萌花ゆりあ        | 紗那ゆずは | 華鳥礼良   | 二條華                            |
| ファーレイ                    | 麻尋しゅん | 芹香斗亜   | 紫門ゆりや        | 星輝つばさ | 紫藤りゅう | 蒼舞咲歩                          |
| ポリー                        | 妃咲せあら | 優香りこ   | 玲実くれあ        | 都月みあ   | 天彩峰里   | 彩園ひな                          |
| ベン                          | 紅ゆずる   | 十碧れいや | 煌月爽矢          | 愛希れいか | 天華えま   | 天飛華音                          |
| マリー・ グロショルツ         | 夢咲ねね   | 稀鳥まりや | 憧花ゆりの        | 花陽みら   | 有沙瞳     | 小桜ほのか                        |
| ハル                          | 壱城あずさ | 麻央侑希   | 珠城りょう        | 朝美絢     | 綾凰華     | 碧海さりお                        |
| ケイト                        | 蒼乃夕妃   | 水瀬千秋   | 夏月都            | 愛風ゆめ   | 音波みのり | 星蘭ひとみ                        |
| サリー                        | 稀鳥まりや | 音波みのり | 琴音和葉          | 楓ゆき     | 小桜ほのか | きらり杏                          |
| ルイ・シャルル                | 水瀬千秋   | 華雅りりか | 愛希れいか        | 晴音アキ   | 星蘭ひとみ | 澄華あまね                        |